# Appana clarki
Appana clarki är en fjärilsart som beskrevs av Antonius Johannes Theodorus Janse 1940. Appana clarki ingår i släktet Appana och familjen nattflyn. Inga underarter finns listade i Catalogue of Life.